# Le donne del 6º piano
Le donne del 6º piano (Les Femmes du 6e étage) è un film del 2011 diretto da Philippe Le Guay.
Venne presentato in anteprima, fuori concorso, al Festival di Berlino 2011.

## Trama
Parigi, 1962. Jean-Louis Joubert è un agente di cambio sposato con Suzanne, una donna che non ha ancora superato il complesso della provincia, e con la quale ha due figli, Olivier e Bertrand,  sempre in collegio.
Dopo l'ennesima litigata con Germaine, la governante bretone, la coppia decide di assumere una nuova cameriera, María Gonzalez, appena arrivata dalla Spagna.
Grazie a María, Jean-Louis scopre il mondo di queste donne di servizio, tutte di origine spagnola, che, pur vivendo in camere minuscole e senza servizi, conservano l'allegria e il buonumore. Jean-Louis si affeziona a loro e le aiuta a risolvere alcuni piccoli problemi.
La moglie si accorge del cambiamento del marito, ma si convince che abbia come amante una nota ereditiera, per cui lo scaccia di casa. Lui non si perde d'animo e si trasferisce in una delle stanze libere assieme alle spagnole, che vivono tutte nel suo stesso palazzo al sesto piano,  dove stringe un legame particolare con María.
Concepción, la zia di María, non vede di buon occhio questa amicizia e riesce a far tornare la nipote al paese natale, dove potrà ricongiungersi con il figlio affidato ad un orfanotrofio.  Qualche anno dopo Jean-Louis, finalmente libero da legami, arriva in Spagna per rintracciare Maria e cominciare con lei una nuova vita.

## Riconoscimenti
- Premi César 2012
  - Migliore attrice non protagonista (Carmen Maura)